# La Laguna Seca
La Laguna Seca es una localidad del estado mexicano de Guanajuato. Es parte del municipio de San Luis de la Paz.

## Demografía
| Censo | Población |
| ----- | --------- |
| 2000  | 825       |
| 2010  | 878       |
| 2020  | 1 001     |